# Antonio Capel

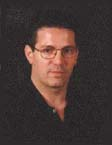
Antonio Guzmán Capel.

Antonio Guzmán Capel (Tetuán, 19 de enero de 1960) es un pintor realista español.
Realizó su primera exposición individual a los once años de edad.
El artista posee una técnica destacada en el óleo y se confiesa autodidacta: «Empecé a pintar a los diez años y comencé a tomarlo muy en serio desde los dieciséis.». Capel añade que «De los doce a los catorce años tuve un profesor, Alberto Abril, que estudió Bellas Artes en Madrid, junto con Pedro Mozos, Germán Calvo, con los mejores pintores de Palencia».
Capel reside en la ciudad de Palencia desde 1961, por lo que se considera netamente palentino, donde también imparte clases.

## Premios, honores, obras en museos y colecciones particulares
2025
Artist Experience, Madrid
2024
Encuentro europeo del Arte en Bourges (Francia)
2023
1 Premio Internacional Avatarte, Madrid
VII Salón de Primavera de Pintura Realista
Diputación de Palencia
2022
ARTE PALENCIA-THIELDÓN
RENACER «La Catedral Transformada», Palencia
Museo Victorio Macho, Palencia
2021
ARTE PALENCIA – THIELDÓN, Palencia
2020
Espacio Arte de Reocín, Villapresente, Cantabria.
Fundación Sebastian, “La poesía al lienzo”, CIUDAD DE MÉXICO
2019
El sermón de la montaña para la iglesia de San Miguel de Aguilar de Campoo, Palencia
Exposición en Saldaña, Palencia. Colección Privada de Enrique Fernández Santos.
Obra seleccionada para Las Edades del Hombre, Aguilar de Campoo, Palencia, España
2017
Obra para la portada del libro de Juan Carlos Farramuntana titulada “Manchegos en el Real Sitio”
Galería Cortabit Arte, Soria
2015
Exposición en el Cortijo de Miraflores (Marbella), MÁLAGA
2014
Obra expuesta en «Las Edades del Hombre». Aranda de Duero, BURGOS
Retrato de San Juan Pablo II para la Basílica Nacional de Washington
Curso y Conferencia en la Universidad Modelo de Psicología de Mérida en Yucatán, México
Exposición en Cibeles, MADRID
2013
Factory-Art Gallery, Berlín, ALEMANIA
Palacio de Cibeles, MADRID
2012
Retrato de Cayetana Fitz-James Stuart, Duquesa de Alba
Curso y Conferencia en la Universidad Modelo de Psicología de Mérida en Yucatán, México. 
Feria de Arte de Bolzano, del 16 al 18 marzo, ITALIA
Galería Javier Román, MÁLAGA
2011
Retrato de Catherine Lacoste y Ángel Piñero
Fundación Isabel Frontela, PALENCIA
2010
Exposición colectiva enla Sala Mauro Muriedas de Torrelavega, verano 2010
Ayuda a «Hombres Nuevos», Obispo Nicolás Castellanos, Caja Duero, PALENCIA
Colección del Ayuntamiento de Palencia Fundación Díaz Caneja
2009
Retrato del Hermano Rafael (Rafael Arnáiz Barón), para su canonización el 11 de octubre de 2009 en El Vaticano
Cartel anunciador Copa Davis, Murcia
Galería Global Art, Barcelona
Caja España, PALENCIA
2008
Galería Sharon Art, LEÓN
2006
Mención de Honor Premio Ejército del Aire, MADRID
Obra titulada» Gitanillos» para la película de Guillermo Fesser, «Cándida»
Galería Sharon Art, LEÓN
2005
2º Premio Ejército del Aire, MADRID
2004
Sala de exposiciones de Caja España, PALENCIA
Sala de exposiciones BBVA, VALLADOLID
2003
Mención de Honor Premio Ejército del Aire, MADRID
Homenaje a Claudio Prieto en la Fundación Diaz Caneja, PALENCIA
Galeria Restauro Van Dick, MADRID
2002
1ª Mención de Honor Premio Ejército del Aire, MADRID
2001
Finalista Premio «Señorío de Bértiz», PAMPLONA
Premio Toresma Las Ventas, MADRID
2000
Arte Sevilla 2000, SEVILLA
Arte Santander, SANTANDER
ARTEXPO, Las Vegas (Nevada) EEUU
Colectiva en San Diego, EEUU
25 años de Arte Contemporáneo Fundación Díaz Caneja, PALENCIA
1999
Caja Cantabria, SANTANDER
Caja España, PALENCIA
1998
Medalla de Plata Ayuntamiento de San Juan, ALICANTE
1997
1º Premio Ciudad Rodrigo, SALAMANCA
1ª Feria Internacional de Arte Contemporáneo de C. y L., SALAMANCA
Galería Mar, BARCELONA
C. J. Art Gallery, VALLADOLID
Galería Ercilla, BILBAO
1996
LVII Exposición Nacional de Artes Plásticas en Valdepeñas, CIUDAD REAL
Arte Sur, Feria Internacional de Arte Contemporáneo, GRANADA
Galería Martín Brezmes, ZAMORA
Sala Juan Larrea, BILBAO
1995
Colectiva Galería Torres, BILBAO
1992
Caja España, PALENCIA
1990
Art International Gallery, BILBAO
1989
Premio Popular en el 1º Concurso de Pintura rápida en «El Retiro, MADRID
Colectiva Sala Renoir, ZARAGOZA
Galería Centro-Arte, LEÓN
1988
1º Accésit en el XV Concurso Nacional de Pintura de TERUEL
Colectiva en Galería Torres, BILBAO
1987
Accésit honorífico IV Concurso de Pintura «Ciudad de Miranda de Ebro», BURGOS
1986
Caja Postal, CUENCA-TOLEDO-SAN LORENZO DEL ESCORIAL
1985
1º Premio en el IV Certamen de Pintura en MELILLA
3º Premio en el IV Premio JAÉN de Pintura (Club «63»), JAÉN
1º Premio «Ciudad de MURCIA» en Cartagena
Durán exposiciones, MADRID
Galería Toscana. VALENCIA
1984
Galería Bellas Artes, GIJÓN
Invitado en el Salón de las Naciones, PARÍS
1983
Mención especial de Pintura en el Salón de Invierno de Avignon, FRANCIA
Beca de Pintura de la Diputación Provincial de PALENCIA
2º Premio Certamen Nacional de Pintura en Campo de Criptana, CIUDAD REAL
1º Premio en Yecla, MURCIA
1982
1º Premio en Martos, JAÉN
Placa de Plata en CÓRDOBA
Galería Rua 2, BURGOS
Galería del Colegio de Médicos en CÁCERES
1981
1º Premio en Mora TOLEDO
2º Premio en Rota, CÁDIZ
1980
2º Premio I Certamen Nacional Juvenil «Galería Amadís», MADRID
1º Premio en Barbastro, HUESCA
1º Premio en Aranda de Duero.,BURGOS
1º Premio «García Góngora» Ateneo de ALMERÍA
Finalista en la V Bienal «Provincia de LEÓN»
Galería Ajuria, PALENCIA
1979
Accésit Concurso de Pintura «Rafael Zabaleta», JAÉN
1º Premio en XXX Salón de Arte en Puertollano, CIUDAD REAL
Mención de honor en el II Premio «Rioja», LOGROÑO
1º Premio «Ciudad de Benicarló», CASTELLÓN
Galería Tingad, SALAMANCA
1978
Mención honorífica especial en Pego, ALICANTE
1977
2º Premio en Medina del Campo, VALLADOLID
1976
Mención honorífica en la II Bienal Nacional de HUESCA
Finalista en Art Sport 76, BILBAO
1975
1º Premio Pintura Joven. Guardo, PALENCIA
1974
1º Premio Nacional «Ciudad de Ceuta»
Mención honorífica en el Premio «Ejército» de Pintura, MADRID
Galería Bulle en Fribourg, SUIZA
1971
1ª Exposición en la Sala de la Oficina de Información y Turismo, PALENCIA

## Obras en museos
- Palacio de Liria, colección de la Duquesa de Alba
- Museo de Arte Contemporáneo, MADRID
- Museo de Arte Contemporáneo, LEÓN
- Museo de Arte Actual. Ayllón, SEGOVIA
- Museo Provincial de Ceuta.
- Museo de los Tiros, GRANADA
- Museo de Campo de Criptana, CIUDAD REAL
- Museo de Bellas Artes de Granada

## Colecciones particulares
Caja de Ahorros Provincial de Valladolid
Caja España. PALENCIA
ECUADOR
San Diego (EE. UU.)
Las Vegas (EE. UU.)
Washington (EE. UU.)
Puerto La Cruz y Caracas, VENEZUELA
Fribourg, SUIZA
GUATEMALA, París, IRLANDA, Hong Kong..., otras en España
Alemania, Méjico DF, Niza
Palacio de Liria, colección de la Duquesa de Alba